# Prix Clarens du journal intime
Le Prix Clarens du journal intime est un prix littéraire français créé en 2019, par la revue Les Moments littéraires, en partenariat avec la Fondation Clarens. 
Ce prix a pour vocation de couronner un journal intime publié à compte d’éditeur francophone, écrit en langue française ou traduit directement de la langue d’origine en français et paru en première édition durant l’année écoulée (novembre à octobre).
Remis tous les ans, le Prix Clarens du journal intime s’accompagne d’une dotation de 3 000 €,.

## Jury
Le jury est composé de Gilbert Moreau (président du jury), Daniel Arsand, Monique Borde, Michel Braud, Blandine de Caunes, Béatrice Commengé, Colette Fellous et Robert Thiéry.
Membre d'honneur du jury : Jocelyne François.

## Lauréats du Prix Clarens du journal intime
- 2019[5] : Sándor Márai, Journal, Les années hongroises, 1943-1948, Tome 1, Traduit du hongrois par Catherine Fay, postfacé par András Kányádi et annoté par Catherine Fay et  András Kányádi, Albin Michel
  - Finalistes[6] : Julien Green, Journal intégral, tome 1, 1919-1940, Texte établi par Guillaume Fau, Alexandre de Vitry et Tristan de Lafond, Collection Bouquins - Goliarda Sapienza, Carnets, Traduit de l’italien par Nathalie Castagné, Le Tripode - John Steinbeck, Jours de travail. Les journaux des Raisins de la colère, Traduit de l’anglais par Pierre Guglielmina, Seghers, Collection « inédit ».
- 2020[7] : Ishikawa Takuboku, Un Printemps à Hongo, Traduit du japonais par Alain Gouvret, Préface de Paul Decottignies, Arfuyen
  - Finalistes[8] : Charles Juliet, Le jour baisse, Journal X, 2009-2012, P.O.L - Paul Léautaud, Journal particulier, 1937, Édition de Édith Silve, Mercure de France - Richard Millet, Journal – Tome 3, (2000-2003), Éditions Pierre-Guillaume de Roux - Philippe Muray, Ultima Necat III, Journal intime (1989-1991), Texte établi par Anne Sefrioui, Les Belles Lettres - Spiegel Renia, Le Journal de Renia, traduit de l’anglais par Typhaine Ducellier, Les Escales.
- 2021[4] : Alejandra Pizarnik, Journal ; premiers cahiers 1954-1960, Traduction & postface de Clément Bondu, Ypsilon éditeur
  - Finalistes[3] : Pierre Bergounioux, Carnet de notes, 2016-2020, Verdier - René Depestre, Cahier d’un art de vivre, journal de Cuba, 1964-1978, Actes Sud - Julien Green, Journal intégral, Tome 2 (1940-1945) et 3 (1946-1950), Bouquins - la collection - Albert Memmi, Les hypothèses infinies, Journal 1936-1962, ITEM CNRS Éditions, collection « Planète libre » - Anita Pittoni, Journal 1944-1945, Éditions La Baconnière

- 2022 : Georges Séféris, Journées 1925-1944, Traduction & préface de Gilles Ortlieb, Le Bruit du temps
  - Finalistes : Maurice Garçon, Journal 1912-1939, Les Belles Lettres/Fayard - Patricia Highsmith, Les écrits intimes de Patricia Highsmith, Calmann-Levy - Iris Origo, L'air se rafraîchit. Journal de guerre italien, 1939-1940, Editions Conférence.

- 2023[9] : Marc Crépon, Journal de Moldavie 1987-1988 - Juillet 2022, Verdier
  - Finalistes : Fanny Kemble, Le journal d’une résidence sur une plantation de Géorgie, 1838-1839, Mercure de France coll. « le temps retrouvé » - Richard Millet, Journal : 2003-2011, Les Provinciales - John Steinbeck, « Les Lettres d’À l’est d’Eden » - Journal d’un roman, Seghers.
- 2024[10] : Hélène Hoppenot, Journal 1945 -1951, édition établie, introduite et annotée par Marie France Mousli, Claire Paulhan éditions
  - Finalistes : Jacques Robinet, La Nuit des sources, La Coopérative - Imre Kertész, Le Spectateur, notes 1991-2001, traduit du hongrois par Charles Zaremba et Natalia Zaremba-Huzsvai, Actes-Sud - Yves Navarre, Journal, Séguier.